# Historia meteorológica del huracán Mitch (1998)
La historia meteorológica del huracán Mitch comenzó con su origen sobre África como onda tropical y duró hasta su disipación como ciclón extratropical al norte del Reino Unido. La depresión tropical trece se formó el 22 de octubre de 1998 sobre el suroeste del mar Caribe a partir de una onda tropical que salió de África el 10 de octubre. Ejecutó un pequeño bucle y se intensificó hasta convertirse en la tormenta tropical Mitch. El debilitamiento de una cresta permitió a la tormenta avanzar lentamente hacia el norte. Tras desorganizarse debido a la cizalladura del viento de un ciclón de núcleo frío, Mitch se intensificó rápidamente en respuesta a la mejora de las condiciones, que incluían aguas cálidas y un buen flujo de salida. Se convirtió en huracán el 24 de octubre y desarrolló un ojo. Tras girar hacia el oeste, Mitch se intensificó rápidamente, convirtiéndose primero en un huracán mayor el 25 de octubre y, al día siguiente, en un huracán de categoría 5 en la escala de huracanes de Saffir-Simpson.
En su punto álgido, Mitch mantuvo vientos máximos sostenidos de 285 km/h frente a la costa norte de Honduras. Los cazadores de huracanes informaron de una presión barométrica mínima de 905 mbar (26,7 inHg), que en ese momento era la más baja del mes de octubre y la cuarta más baja de todos los huracanes del Atlántico. Inicialmente, el Centro Nacional de Huracanes (NHC; National Hurricane Center) y varios modelos de pronóstico de ciclones tropicales anticiparon un giro hacia el norte, amenazando la península de Yucatán. En lugar de ello, Mitch giró hacia el sur debido a una cresta que no se observó mientras la tormenta estaba activa. La interacción con la tierra provocó su debilitamiento y el huracán aterrizó en Honduras el 29 de octubre con vientos de 130 km/h. Girando hacia el oeste, Mitch se debilitó lentamente sobre tierra y mantuvo una convección profunda sobre las aguas adyacentes. Tras desplazarse por terreno montañoso de Centroamérica, la circulación superficial de Mitch se disipó el 1 de noviembre. Al día siguiente, los remanente alcanzaron el golfo de México y se reorganizaron en tormenta tropical el 3 de noviembre. Mitch aceleró hacia el noreste por delante de un frente frío, moviéndose a través de la península de Yucatán antes de golpear el suroeste de Florida el 5 de noviembre. Poco después, la tormenta se convirtió en un ciclón extratropical, que fue seguido por el NHC hasta el 9 de noviembre.

## Origen

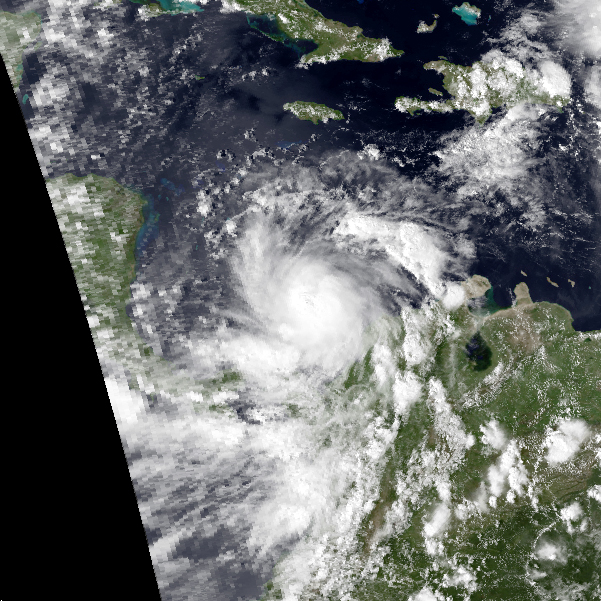
La tormenta tropical Mitch poco después de formarse.

El origen del huracán Mitch se remonta a una onda tropical (una zona alargada de borrasca que se desplaza de este a oeste) que atravesó África occidental el 8 de octubre, como demuestran los datos de radiosonda. El 10 de octubre, la onda salió de la costa y continuó en general hacia el oeste sin desarrollarse debido a la fuerte cizalladura del viento. La onda alcanzó el este del mar Caribe el 18 de octubre y durante los días siguientes desarrolló una zona de convección o tormentas eléctricas. El sistema se organizó lo suficiente como para provocar una investigación de los cazadores huracanes, que observó un pequeño centro de circulación y vientos con fuerza de tormenta tropical a nivel de vuelo. Como resultado, el NHC estimó que el sistema se había convertido en un ciclón tropical a las 00:00 UTC del 22 de octubre, localizado a 665 km al sur de Kingston (Jamaica).
Al ser clasificada, la depresión tropical trece ya estaba cerca de la categoría de tormenta tropical, con flujo de salida establecido. En ese momento, la circulación estaba en la periferia norte de la convección. Inicialmente, un ciclón de núcleo frío al norte estaba cizallando la convección, pero se esperaba una intensificación constante debido a las condiciones generalmente favorables, con un anticiclón que se preveía que se desarrollara en el aire. La depresión permaneció casi inmóvil en el suroeste del mar Caribe, ejecutando finalmente un pequeño bucle a unos 420 km al este de la isla de San Andrés. La estructura convectiva se describió inicialmente como amorfa, con dos bandas de lluvia que se extendían desde el centro. A finales del 22 de octubre, los cazadores de huracanes observaron vientos a nivel de vuelo de 95 km/h, lo que indicaba vientos en superficie de al menos fuerza de tormenta tropical. Basándose en la lectura, el NHC elevó la depresión a tormenta tropical Mitch.

## Intensificación

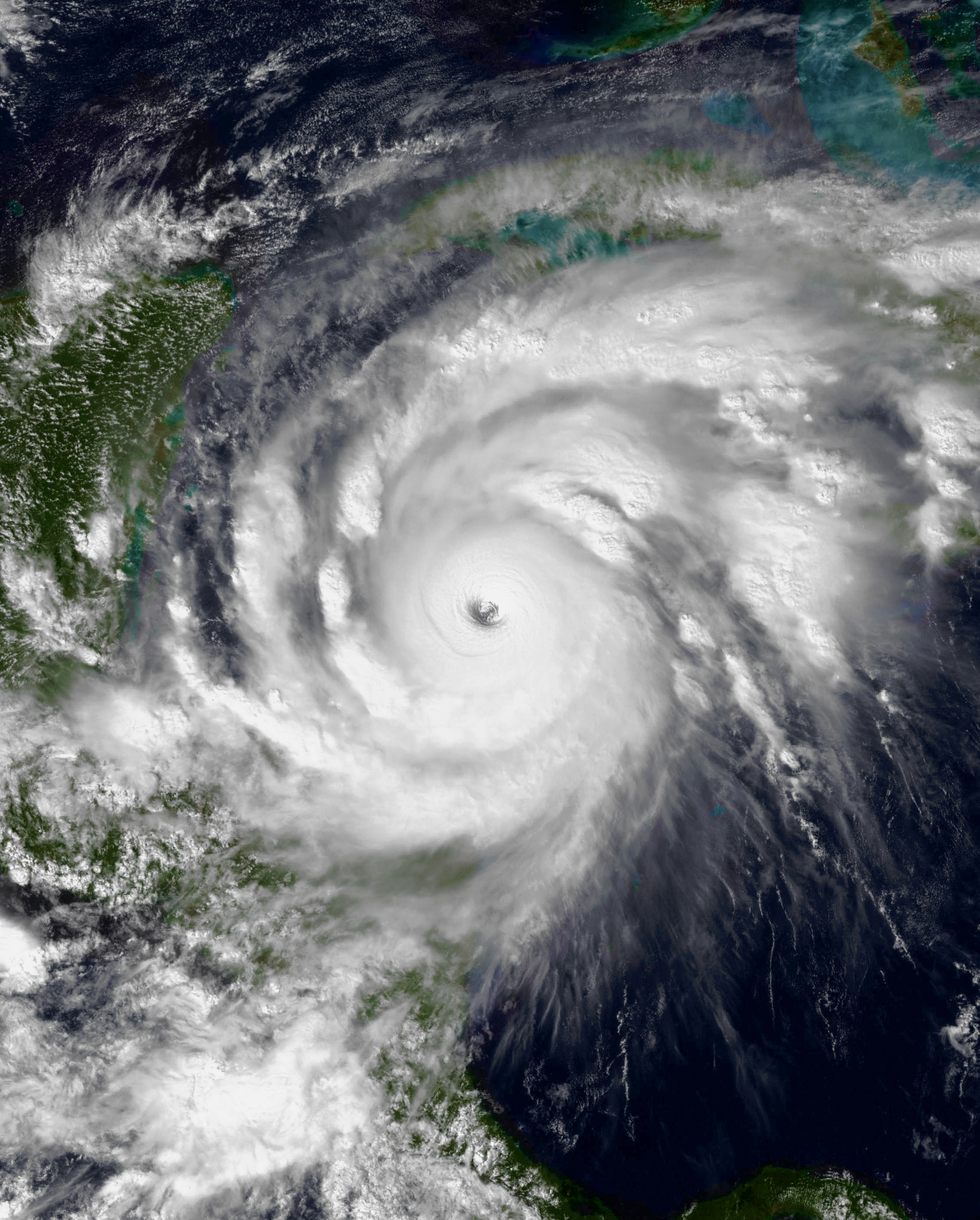
Mitch poco después de alcanzar su máxima intensidad al norte de Honduras el 26 de octubre.

Cuando Mitch pasó a la categoría de tormenta tropical, su radio de vientos máximos era pequeño, de sólo 14 km a nivel de vuelo. Una vaguada que se movía a través del este de Estados Unidos debilitó una cresta al norte, permitiendo que la tormenta se moviera lentamente hacia el norte. Se pronosticó que se formarían más crestas detrás de la vaguada, lo que haría girar a Mitch hacia el oeste a un área cerca del canal de Yucatán en cinco días. La intensificación significativa se vio obstaculizada inicialmente por el ciclón de núcleo frío al noroeste que generaba cizalladura del viento sobre Mitch. Como resultado, la convección se debilitó el 23 de octubre, a pesar de un patrón de nubes que mejoraba. Los modelos de pronóstico de ciclones tropicales anticiparon un fortalecimiento significativo a vientos de 185 km/h una vez que se estableciera un anticiclón en el aire, aunque el NHC señaló que “era difícil visualizar tal intensificación con el actual patrón poco definido observado por satélite, y sabiendo que los modelos globales tienden a deshacerse de los vientos del oeste demasiado rápido”. Tras unas 12 horas de desorganización, las tormentas volvieron a formarse a primera hora del 24 de octubre, después de que la baja de nivel superior se debilitara y disminuyera la cizalladura. Rápidamente se formó un ojo en el centro de la convección. Basándose en los informes de los cazadores de huracanes de vientos de 169 km/h a nivel de vuelo, el NHC elevó a Mitch a la categoría de huracán el 24 de octubre. Para entonces, la tormenta se movía lentamente hacia el norte, situada a unos 475 km al sur de Kingston.
Poco después de convertirse en huracán, Mitch comenzó a intensificarse rápidamente. Desarrolló un fuerte nublado denso central, alimentado por la baja cizalladura y las temperaturas cálidas del agua. El ojo se organizó mejor y, tras establecerse el anticiclón, el huracán desarrolló un flujo de salida bien definido en todas direcciones. A primera hora del 25 de octubre, Mitch se intensificó hasta convertirse en un gran huracán de categoría 3 en la escala Saffir-Simpson. Para entonces, el huracán había comenzado a girar hacia el oeste, debido a una cresta que se intensificó sobre el golfo de México. Con lo que el NHC describió como un “entorno ideal para el fortalecimiento”, Mitch continuó intensificándose rápidamente. En un período de 24 horas que terminó a finales del 25 de octubre, la presión barométrica cayó 52 mbar (1,5 inHg) a 924 mbar (27,3 inHg). Mientras se fortalecía, Mitch hizo su punto de aproximación más cercano a Jamaica, pasando a unos 370 km al oeste-suroeste de la isla. El NHC señaló la posibilidad de corrientes de dirección débiles cuando el huracán alcanzó el Caribe occidental, y la agencia anticipó un giro general hacia el norte, hacia la península de Yucatán.
El NHC estimó que Mitch se convirtió en un huracán de categoría 5 a las 12:00 UTC del 26 de octubre. A las 19:00 UTC de ese día, los cazadores de huracanes observaron vientos a nivel de vuelo de 311 km/h en el cuadrante noreste del huracán, lo que sugiere vientos máximos sostenidos de 285 km/h. Alrededor de la misma hora, una dropsonde registró una presión mínima de 905 mbar (26,7 inHg). En ese momento, Mitch fue considerado el cuarto huracán más intenso del Atlántico, empatado con el huracán Camille en 1969, y el más fuerte en el mes de octubre, superando al huracán Hattie en 1961. Ambos récords fueron superados por huracanes posteriores. En ese momento, el huracán se encontraba a unos 160 km de la costa norte de Honduras. Sus vientos con fuerza de tormenta tropical se extendían 280 km desde el centro y los vientos con fuerza de huracán llegaban a 95 km desde el centro.

## Aterrizaje en Centroamérica
| Huracanes más intensos del Océano Atlántico | Huracanes más intensos del Océano Atlántico | Huracanes más intensos del Océano Atlántico | Huracanes más intensos del Océano Atlántico | Huracanes más intensos del Océano Atlántico | Huracanes más intensos del Océano Atlántico |
| Rank                                        | Huracán                                     | Año                                         | Presión                                     | Presión                                     |                                             |
| Rank                                        | Huracán                                     | Año                                         | hPa                                         | inHg                                        |                                             |
| ------------------------------------------- | ------------------------------------------- | ------------------------------------------- | ------------------------------------------- | ------------------------------------------- | ------------------------------------------- |
| 1                                           | Wilma                                       | 2005                                        | 882                                         | 26.05                                       |                                             |
| 2                                           | Gilbert                                     | 1988                                        | 888                                         | 26.23                                       |                                             |
| 3                                           | "Día de Trabajo"                            | 1935                                        | 892                                         | 26.34                                       |                                             |
| 4                                           | Rita                                        | 2005                                        | 895                                         | 26.43                                       |                                             |
| 5                                           | Milton                                      | 2024                                        | 897                                         | 26.49                                       |                                             |
| 6                                           | Allen                                       | 1980                                        | 899                                         | 26.55                                       |                                             |
| 7                                           | Camille                                     | 1969                                        | 900                                         | 26.58                                       |                                             |
| 8                                           | Katrina                                     | 2005                                        | 902                                         | 26.64                                       |                                             |
| 9                                           | Mitch                                       | 1998                                        | 905                                         | 26.73                                       |                                             |
| 9                                           | Dean                                        | 2007                                        | 905                                         | 26.73                                       |                                             |
| Fuente: HURDAT                              |                                             |                                             |                                             |                                             |                                             |

Mientras Mitch alcanzaba su intensidad máxima, el NHC señaló que “aún no estaba claro qué país o países del noroeste del Caribe están más amenazados”. A última hora del 26 de octubre, el Sistema Operacional de Predicción Atmosférica Global de la Armada (NOGAPS; Navy Operational Global Atmospheric Prediction System) había pronosticado que el huracán continuaría hacia el oeste y golpearía Belice, mientras que el modelo informático del Laboratorio de Dinámica de Fluidos Geofísicos (GFDL; Geophysical Fluid Dynamics Laboratory) anticipaba un movimiento general hacia el norte en el Caribe occidental. Mitch mantuvo vientos máximos durante unas 12 horas y alrededor de ese tiempo se desplazó sobre la Isla del Cisne, frente a la costa de Honduras. El movimiento se hizo más hacia el oeste, a pesar de las continuas predicciones de un giro hacia el norte. La convección alrededor del ojo se volvió irregular el 27 de octubre. Se produjo un debilitamiento gradual debido a que la mitad sur de la circulación se desplazó a través de Honduras, lo que cortó la afluencia desde el sur. El ojo se volvió menos definido y a principios del 28 de octubre Mitch se debilitó por debajo de la categoría 5.
Debido a un débil anticiclón de nivel medio sobre el golfo de México que no fue observado operacionalmente, Mitch comenzó un lento movimiento hacia el sur el 27 de octubre, pasando muy cerca de Guanaja. El NHC había anticipado que el movimiento sería parte de un pequeño bucle en el Golfo de Honduras, aunque la agencia señaló que continuaba la incertidumbre. En constante deterioro, Mitch se debilitó por debajo de la intensidad de huracán mayor a finales del 28 de octubre, debido a la interacción con la tierra, el afloramiento y, posiblemente, un ciclo de reemplazo de la pared del ojo. El 29 de octubre, el huracán aterrizó en Honduras, al este de La Ceiba, con vientos de 130 km/h. A pesar de estar en tierra, el NHC continuó pronosticando un giro hacia el norte, lo que permitiría un nuevo fortalecimiento.
A última hora del 29 de octubre, Mitch se debilitó hasta alcanzar la categoría de tormenta tropical. Se desplazó lentamente por Honduras, girando hacia el oeste. La gran circulación dejó caer fuertes lluvias en toda Centroamérica, particularmente en Honduras y Nicaragua, causando inundaciones generalizadas. Mientras estaba en tierra, Mitch inicialmente mantuvo un área de convección profunda, lo que le permitió mantener vientos con fuerza de tormenta tropical. El 31 de octubre, la circulación se volvió poco definida mientras se movía sobre terreno cada vez más montañoso; sin embargo, la convección más fuerte persistió sobre el océano Pacífico adyacente y el NHC señaló el potencial de Mitch para convertirse en un ciclón tropical del Pacífico. Más tarde ese día, Mitch se debilitó hasta convertirse en una depresión tropical cerca de la frontera de Guatemala y Honduras. Una vaguada que se aproximaba debilitó la cresta en el oeste del golfo de México, lo que permitió a Mitch realizar el giro previsto desde hacía tiempo hacia el noroeste. La convección disminuyó gradualmente y la circulación en superficie de Mitch se disipó el 1 de noviembre cerca de la frontera de México y Guatemala.

## Regeneración y transición extratropical

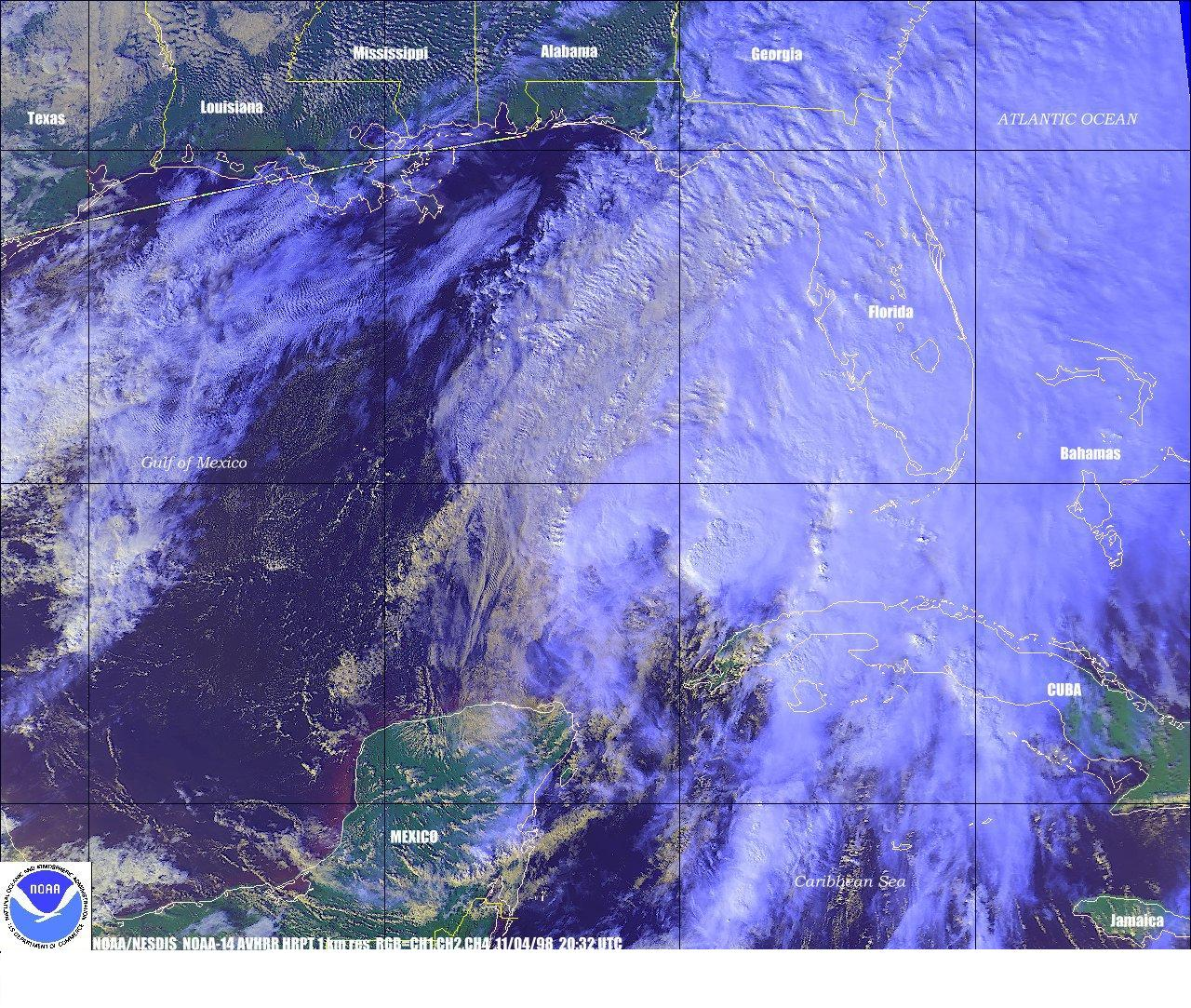
Mitch como tormenta tropical desorganizada en el golfo de México.

Aunque el centro de baja presión en superficie se disipó, los remanentes de Mitch mantuvieron una circulación en altura que alcanzó la bahía de Campeche el 2 de noviembre. Ese día, el sistema comenzó a desencadenar convección de nuevo. A última hora del 3 de noviembre, los cazadores de huracanes observaron un centro de bajo nivel bien definido y vientos a nivel de vuelo de 95 km/h. Basado en esto, el NHC comenzó a emitir avisos sobre Mitch cerca de 90 km al oeste-suroeste de Campeche en la península de Yucatán. Al reformarse, Mitch se movía hacia el este-noreste, influenciado por un frente frío que se aproximaba. Temprano el 4 de noviembre, Mitch tocó tierra justo al norte de Campeche con vientos de alrededor de 65 km/h y rápidamente se debilitó en una depresión tropical mientras cruzaba la península de Yucatán.
Mientras Mitch estaba sobre el este de México, tenía una banda de convección profunda en la periferia oriental. Con aguas moderadamente cálidas y el potencial de baroclinidad, se esperaba una reintensificación. Tras emerger en el golfo de México por segunda vez el 4 de noviembre, Mitch se fortaleció hasta convertirse en tormenta tropical, aunque no era un ciclón puramente tropical; la convección era mínima cerca del núcleo y los vientos más fuertes se encontraban a más de 370 km del centro. Mitch aceleró hacia la costa de Florida al interactuar con el frente frío que se aproximaba. El 5 de noviembre, la circulación se alargó y el NHC comentó que “si no fueran los remanentes de Mitch, probablemente no lo llamarían ciclón tropical”. La tormenta se fortaleció hasta alcanzar vientos de 100 km/h antes de aterrizar por última vez en el suroeste de Florida, cerca de Naples. Rápidamente cruzó el estado, produciendo cinco tornados y vientos con fuerza de tormenta tropical, y la tormenta emergió en el suroeste del océano Atlántico. A última hora del 5 de noviembre, un vuelo de cazadores de huracanes no pudo localizar un centro bien definido asociado a Mitch, observando en su lugar una circulación alargada incrustada en el frente frío. Basándose en las observaciones, el NHC declaró Mitch como un ciclón extratropical.
Los remanentes extratropicales de Mitch continuaron rápidamente hacia el noreste. El 6 de noviembre pasaron al norte de las Bermudas y al día siguiente se intensificaron ligeramente hasta alcanzar vientos de 110 km/h. El 9 de noviembre pasaron al oeste de las Islas Británicas. Para el 9 de noviembre, los remanentes pasaron al oeste de las Islas Británicas y fueron monitoreados por última vez por el NHC ese mismo día.